# Bassekou Diabaté
Bassekou Diabaté (Bamako, 15 aprile 2000) è un calciatore maliano, attaccante dello Stabæk.

## Carriera

### Club
Inizia a giocare in patria nello Yeleen Olympique. Nel 2021 viene ceduto in prestito ai polacchi del Lechia Danzica; esordisce in Ekstraklasa il 2 agosto 2021, in occasione dell'incontro vinto per 1-0 contro il Wisła Płock. Agli inizi del 2022 viene acquistato a titolo definitivo dal club polacco, con cui rimane anche nella stagione 2022-2023, nella quale peraltro esordisce anche nelle competizioni UEFA per club, giocando una partita nei turni preliminari di Conference League.
L'11 agosto 2023 passa a titolo definitivo ai norvegesi del Jerv.
Il 2 febbraio 2024 si trasferisce allo Stabæk, club della seconda divisione norvegese: chiude il campionato al secondo posto nella classifica marcatori, con 16 segnature in 22 partite giocate.

### Nazionale
Il 16 gennaio 2021 ha esordito con la nazionale maliana, disputando il match vinto per 1-0 contro il Burkina Faso.

## Statistiche

### Presenze e reti nei club
Statistiche aggiornate al 21 novembre 2022.
| Stagione              | Squadra               | Campionato            | Campionato | Campionato | Coppe nazionali | Coppe nazionali | Coppe nazionali | Coppe continentali | Coppe continentali | Coppe continentali | Altre coppe | Altre coppe | Altre coppe | Totale | Totale |
| Stagione              | Squadra               | Comp                  | Pres       | Reti       | Comp            | Pres            | Reti            | Comp               | Pres               | Reti               | Comp        | Pres        | Reti        | Pres   | Reti   |
| --------------------- | --------------------- | --------------------- | ---------- | ---------- | --------------- | --------------- | --------------- | ------------------ | ------------------ | ------------------ | ----------- | ----------- | ----------- | ------ | ------ |
| 2021-2022             | Lechia Danzica        | EK                    | 18         | 0          | CP              | 1               | 0               |                    | -                  | -                  |             | -           | -           | 19     | 0      |
| 2022-2023             | Lechia Danzica        | EK                    | 12         | 0          | CP              | 1               | 0               | UECL               | 1                  | 0                  |             | -           | -           | 14     | 0      |
| Totale Lechia Danzica | Totale Lechia Danzica | Totale Lechia Danzica | 30         | 0          |                 | 2               | 0               |                    | 1                  | 0                  |             | -           | -           | 33     | 0      |
| Totale carriera       | Totale carriera       | Totale carriera       | 30         | 0          |                 | 2               | 0               |                    | 1                  | 0                  |             | -           | -           | 33     | 0      |

### Cronologia presenze e reti in nazionale
| Cronologia completa delle presenze e delle reti in nazionale ― Mali | Cronologia completa delle presenze e delle reti in nazionale ― Mali | Cronologia completa delle presenze e delle reti in nazionale ― Mali | Cronologia completa delle presenze e delle reti in nazionale ― Mali | Cronologia completa delle presenze e delle reti in nazionale ― Mali | Cronologia completa delle presenze e delle reti in nazionale ― Mali | Cronologia completa delle presenze e delle reti in nazionale ― Mali | Cronologia completa delle presenze e delle reti in nazionale ― Mali |
| Data                                                                | Città                                                               | In casa                                                             | Risultato                                                           | Ospiti                                                              | Competizione                                                        | Reti                                                                | Note                                                                |
| ------------------------------------------------------------------- | ------------------------------------------------------------------- | ------------------------------------------------------------------- | ------------------------------------------------------------------- | ------------------------------------------------------------------- | ------------------------------------------------------------------- | ------------------------------------------------------------------- | ------------------------------------------------------------------- |
| 16-1-2021                                                           | Yaoundé                                                             | Mali                                                                | 1 – 0                                                               | Burkina Faso                                                        | Campionato delle nazioni africane 2021 - 1º turno                   | -                                                                   |                                                                     |
| 20-1-2021                                                           | Yaoundé                                                             | Camerun                                                             | 1 – 1                                                               | Mali                                                                | Campionato delle nazioni africane 2021 - 1º turno                   | -                                                                   |                                                                     |
| 24-1-2021                                                           | Douala                                                              | Zambia                                                              | 0 – 1                                                               | Mali                                                                | Campionato delle nazioni africane 2021 - 1º turno                   | -                                                                   |                                                                     |
| 30-1-2021                                                           | Yaoundé                                                             | Mali                                                                | 0 – 0 dts (5 - 4 dtr)                                               | Rep. del Congo                                                      | Campionato delle nazioni africane 2021 - Quarti di finale           | -                                                                   |                                                                     |
| 3-2-2021                                                            | Douala                                                              | Mali                                                                | 0 – 0 dts (5 - 4 dtr)                                               | Guinea                                                              | Campionato delle nazioni africane 2021 - Semifinale                 | -                                                                   |                                                                     |
| 7-2-2021                                                            | Yaoundé                                                             | Mali                                                                | 0 – 2                                                               | Marocco                                                             | Campionato delle nazioni africane 2021 - Finale                     | -                                                                   |                                                                     |
| Totale                                                              |                                                                     | Presenze                                                            | 6                                                                   |                                                                     | Reti                                                                | 0                                                                   |                                                                     |